# Red Cedar Lake
Red Cedar Lake är en sjö i Kanada.   Den ligger i Nipissing District och provinsen Ontario, i den sydöstra delen av landet, 400 km väster om huvudstaden Ottawa. Red Cedar Lake ligger 274 meter över havet. Arean är 26,0 kvadratkilometer. Den sträcker sig 13,1 kilometer i nord-sydlig riktning, och 9,7 kilometer i öst-västlig riktning.
I omgivningarna runt Red Cedar Lake växer i huvudsak blandskog. Trakten runt Red Cedar Lake är nära nog obefolkad, med mindre än två invånare per kvadratkilometer.